# Галапагоська мікроплита

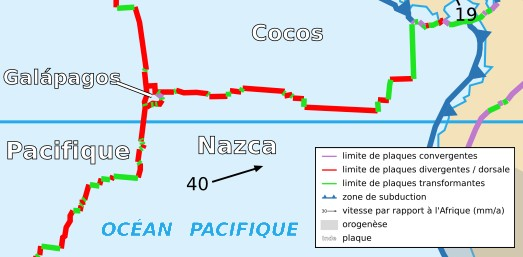
Мапа розташування Галапогоської мікроплити

Галапагоська мікроплита — маленька океанічна тектонічна плита у західного узбережжя Південної Америки біля Галапагоських островів. Має площу 0,00036 стерадіан. Зазвичай розглядається як частина плити Наска.
Відрізняється від інших тектонічних плит тим, що обертається за годинниковою стрілкою. Розташована між трьома набагато більшими тектонічними плитами: навколо неї плита Наска, плита Кокос і Тихоокеанська плита. На північ від неї знаходиться менша Північно-Галапагоська мікроплита, що також обертається, але проти годинникової стрілки.